# 強風吹拂
《強風吹拂》（日语：風が強く吹いている）是日本小說家三浦紫苑以東京箱根間往復大學驛傳競走作為舞台的小說，2006年由新潮社出版，中譯版則是在2008年時於台湾翻譯出版。除了原著小說外，作品也被改編為同名的漫畫、廣播劇、舞臺劇、電影和动画。

## 劇情簡介
夜晚。如同逃跑一般奔馳在城市中的藏原走。他的側面，突然有輛自行車衝來。素不相識的男子，對阿走發問了。 “你喜歡跑步嗎？”
男子的名字是清瀨灰二。就這樣，阿走在灰二的引導下，到達了名為竹青莊的老舊公寓。 9名個性豐富的住民住在那裡。阿走來到最後的空房間，雖然感到困惑，卻仍然被強行留下。他怎麼也沒有想到，自己會成為這裡的“第10個男人”……。

## 登場人物
小說中的主要登場人物，與改編成其他作品類型時的演出人員名單如下：
清瀨灰二
聲：豐永利行（動畫）、野島健兒（廣播）、舞台：黄川田将也、電影：小出惠介
竹青莊101室住戶。寬政大學文學院4年級生。10區賽跑運動員，長距離賽跑的隊長，被寬政大學的田徑隊聘請。時常保持著穩重的微笑和堅強的意志，有著帶有不可思議魅力的言行，將竹青莊的住民們捲入了龐大的計劃中。夥食方面的負責人，每天早晚必定會提供住民們飲食。基本上一直都穿著運動衫。高中時膝蓋受過傷。
藏原走
聲：大塚剛央（動畫）、今井翼（廣播）、舞台：和田正人、電影：林遣都
竹青莊103室住戶。寬政大學社會學院1年級生。9區賽跑運動員。高中時是田徑隊，和獎賞自己卻抱持強烈功利主義的教練發生肢體衝突，得到停止出場處分。不善言辭，容易封閉自己的內心。就在沒找到住處而到處彷徨著的時候，遇到了灰二，成為了竹青莊的第10位住民。經常因為灰二爽朗的發言而感到內心被擾亂。
神童／杉山高志
聲：内山昂輝（動畫）、沼田祐介（廣播）、舞台：涉江譲二、電影：橋本淳
竹青莊205室住戶。寬政大學商學院3年級生。5區賽跑運動員。老家在山形縣，以前每天走10公里的山路往返家裡和學校。竹青莊唯一有女朋友的人。經常教穆薩很難的日語，為他學習上的進步感到高興。
王子／柏崎茜
聲：入野自由（動畫）、坂熊孝彦（廣播）、舞台：松本慎也、電影：中村優一
竹青莊204住戶。寬政大學文學院2年級生。1區賽跑運動員。有著長長的睫毛和白皙的肌膚，是個長相俊美的漫畫宅。整天埋在超多的藏書中生活著。精通所有類型的漫畫，經常在腦海中體驗友情、戀愛以及和強大的敵人戰鬥等事情。成員中最晚加入，運動神經較為遲鈍，卻被灰二認為擁有運動員最重要的堅持力的特質。
城太／城太郎
聲：榎木淳彌（動畫）、根本幸多（廣播）、舞台：高木万平、電影：齊藤慶太
竹青莊201室住戶。寬政大學經濟學院1年級生。3區賽跑運動員。城次的雙胞胎哥哥。高中時期是足球部，與高中時在足球上投入了大量時間不同的是，在大學只想要和女生多接觸，經常幻想自己的新生活。有著天真浪漫的性格，覺得自己比弟弟要穩重。
城次／城次郎
聲：上村祐翔（動畫）、菅沼久義（廣播）、舞台：高木心平、電影：齊藤祥太
竹青莊201室住戶。寬政大學經濟學院1年級生。4區賽跑運動員。城太的雙胞胎弟弟。高中時期是足球部，與高中時在足球上投入了大量時間不同的是，在大學只想要和女生多接觸，經常幻想自己的新生活。也有著天真浪漫的性格，自己覺得哥哥沒了自己的話無法生存。
岩倉雪彦
聲：興津和幸（動畫）、三宅淳一（廣播）、舞台：粕谷吉洋、電影：森廉
竹青莊102室住戶。寬政大學法學院4年級生。6區賽跑運動員。司法考試一次就通過的秀才，然而，因為通過了考試而變得無拘無束，現在已經變成了整天泡在俱樂部的花花公子。對尼古吸煙造成的危害會變得異常激動。高中時期是劍道部，參加過縣大賽。
穆薩·卡馬拉
聲：株元英彰（動畫）、山本圭一郎（廣播）、舞台：デイビット矢野、電影：Dante Carver
竹青莊203室住戶。寬政大學理工學院2年級生。2區賽跑運動員。非洲坦桑尼亞出身的公費留學生，頭腦很好，在故鄉的時候是專車接送到學校，小有名氣的富家少爺。由於討厭競爭這一性格，因此有意迴避著運動方面，然而體能卻很好。
King／坂口洋平
聲：北澤力（動畫）、西脇保（廣播）、舞台：瀧川英次、電影：内野謙太
竹青莊202室住戶。寬政大學社會學院4年級生。8區賽跑運動員。高中時期是足球部。関西出身。非常喜歡問答節目，因為只有神童房間有電視，每次都會到他那裡看節目。
尼古／平田彰宏
聲：星野貴紀（動畫）、田中一成（廣播）、舞台：鍛冶直人（文学座）、電影：川村陽介
竹青莊104室住戶。寬政大學理工學院3年級生（留級了３年）。7區賽跑運動員。宿舍房間總是充滿著香煙味的重度煙癮者，由於進入了田徑隊被禁止吸煙，IT相關的在家工作者，就算不畢業也有著能養活自己的高超IT技術。以阿雪對自己的不滿取樂。7年前練過田徑。
勝田葉菜子
聲：木村珠莉（動畫）、吉田仁美（廣播）、舞台：近野成美、電影：水澤惠麗奈
高中3年級生。在竹青莊附近的商店街中長年經營著商店的八百勝家的長女。比起自己去運動更願意去觀賞運動。自己所推薦的蔬菜吃法是，直接生啃。
藤岡一真
聲：日野聰（動畫）、竹本英史（廣播）、舞台：伊藤高史、電影：渡邊大
名門・六道大學田徑隊4年級生。六道大学9區賽跑運動員。箱根驛傳3連霸的王者，身為六道大學主將的絕對王牌。雖然是個被期待會在畢業後轉型為全程馬拉松的人才，但是本人卻是只對眼前的跑道感興趣。與灰二是高中摯友。
榊浩介
聲：河西健吾（動畫）、松本考平（廣播）、舞台：荒木宏文、電影：五十嵐隼士
東京體育大學1年級生。東京體育大學8區賽跑運動員。是個野心家，貪求勝利的跑手，因此時不時會對周圍的人抱有好戰意識。面對曾在高中時代是同一隊伍的阿走，抱有強烈的敵對心理。

## 出版书籍

### 小说
| 新潮社        | 新潮社                 | 唐莊文化      | 唐莊文化               | 广西师范大学出版社 | 广西师范大学出版社     |
| 发售日期      | ISBN                   | 发售日期      | ISBN                   | 发售日期           | ISBN                   |
| ------------- | ---------------------- | ------------- | ---------------------- | ------------------ | ---------------------- |
| 2006年9月21日 | ISBN 978-40-4866-487-5 | 2008年1月28日 | ISBN 978-98-6366-465-9 | 2015年1月1日       | ISBN 978-75-4955-967-1 |

- 文庫版

2009年6月27日發售、ISBN 978-4-10-116758-9（新潮文庫）

### 漫画
2007年于《周刊YOUNG JUMP》连载，后移籍至《月刊YOUNG JUMP》2008年9月号－2009年12月号连载。画师为海野空太。
| 卷数 | 集英社         | 集英社                 | 尖端出版社     | 尖端出版社           | 磨铁     | 磨铁                   |
| 卷数 | 发售日期       | ISBN                   | 发售日期       | EAN                  | 发售日期 | ISBN                   |
| ---- | -------------- | ---------------------- | -------------- | -------------------- | -------- | ---------------------- |
| 1    | 2008年3月19日  | ISBN 978-4-08-877412-1 | 2010年7月14日  | EAN 471-7702-23067-8 | 2024年   | ISBN 978-7-5057-5806-3 |
| 2    | 2008年6月19日  | ISBN 978-4-08-877464-0 | 2010年10月14日 | EAN 471-7702-23614-4 | 2024年   | ISBN 978-7-5057-5806-3 |
| 3    | 2008年9月19日  | ISBN 978-4-08-877506-7 | 2011年1月20日  | EAN 471-7702-23621-2 | 2024年   | ISBN 978-7-5057-5806-3 |
| 4    | 2008年12月19日 | ISBN 978-4-08-877569-2 | 2011年4月25日  | EAN 471-7702-23861-2 | 2024年   | ISBN 978-7-5057-5806-3 |
| 5    | 2009年6月19日  | ISBN 978-4-08-877666-8 | 2011年7月20日  | EAN 471-7702-24071-4 | 2024年   | ISBN 978-7-5057-5806-3 |
| 6    | 2009年12月18日 | ISBN 978-4-08-877755-9 | 2012年1月4日   | EAN 471-7702-24116-2 | 2024年   | ISBN 978-7-5057-5806-3 |

## 電影
2009年10月31日上映。

### 制作人員
- 導演・編劇：大森寿美男
- 音楽：千住明

## 电视动画
2018年10月至2019年3月於日本電視台、BS日本、讀賣電視台進行放送。

### 製作人員
- 原作 - 三浦紫苑
- 監督 - 野村和也[1]
- 系列構成、脚本 - 喜安浩平[1]
- 人物設計 - 千葉崇洋[1]
- 人物動畫 - 高橋英樹、向田隆[2]
- 道具設計 - 岸田隆宏
- 美術設定 - 立田一郎
- 美術監督 - 針﨑義士
- 色彩設計 - 野田採芳子
- 攝影監督 - 野上大地
- CG監督 - 佐佐木俊宏
- 編輯 - 植松淳一
- 音響監督 - 菊田浩巳[2]
- 音樂 - 林友树[2]
- 製作人 - 岡村和佳菜、塩出正樹、稲毛弘之、森廣扶美、吹野史斉
- 動畫製作人 - 松下慶子
- 動畫製作 - Production I.G
- 企画協力 - 新潮社[1]
- 製作 - 寛政大学陸上競技部後援会

### 主題曲
片頭曲
「Catch up, latency」（第1話 - 第11話）
作詞・作曲 - 田淵智也 / 編曲・歌 - UNISON SQUARE GARDEN
（第12話 - 第23話）
作詞 - Q-MHz、日高光啓 / 作曲 - Q-MHz / 歌 - Q-MHz feat. 日高光啓 a.k.a. SKY-HI
片尾曲
（第1話 - 第11話）
作詞・歌 - 向井太一 / 作曲 - 向井太一、CELSIOR COUPE / 編曲 - CELSIOR COUPE
（第12話 - 23話）
作詞・歌 - 向井太一 / 作曲 - 向井太一、CELSIOR COUPE

### 各話列表
| 話數   | 日文標題 | 中文標題          | 劇本     | 分鏡               | 演出                   | 作畫監督                                                                        |
| ------ | -------- | ----------------- | -------- | ------------------ | ---------------------- | ------------------------------------------------------------------------------- |
| 第1話  |          | 第10名男子        | 喜安浩平 | 野村和也           | 野村和也               | 千葉崇洋                                                                        |
| 第2話  |          | 惡鬼來也          | 喜安浩平 | 野村和也           |                        | 名倉智史                                                                        |
| 第3話  |          | 一朵花            | 喜安浩平 | 江副仁美           | 江副仁美               | 高橋英樹                                                                        |
| 第4話  |          | 不滅的陰影        | 喜安浩平 | 町谷俊輔           | 鎌田祐輔               | 木村敦子                                                                        |
| 第5話  |          | 不被選中的人們    | 喜安浩平 | 澤井幸次           |                        | 石川真理子、植田實                                                              |
| 第6話  |          | 赤裸的國王        | 喜安浩平 | 鎌倉由美           | 下妻日紗子、鈴木明日香 |                                                                                 |
| 第7話  |          | 蓄勢待發          | 喜安浩平 | 野村和也、江副仁美 | 江副仁美               | 千葉崇洋、高橋英樹、河野真貴                                                    |
| 第8話  |          | 危險人物          | 喜安浩平 | 那由多十三         | 那由多十三             | 名倉智史、鈴木明日香                                                            |
| 第9話  |          | 迥異的選手們      | 喜安浩平 | 笹木信作           | 中谷亞沙美             | 植田實、石川真理子                                                              |
| 第10話 |          | 我們的速度        | 喜安浩平 | 那由多十三         | 鎌田祐輔               | 木村敦子、稲吉朝子 鈴木明日香、名倉智史 千葉崇洋                                |
| 第11話 |          | 溢滿而出的水滴    | 喜安浩平 | 森田史、野村和也   |                        | 下妻日紗子、鈴木繪萬、渡邊愛                                                    |
| 第12話 |          | 夏日的惡作劇      | 喜安浩平 | 板津匡覧           | 板津匡覧               | 折井一雅、高橋英樹                                                              |
| 第13話 |          | 於是開始奔跑      | 喜安浩平 | 金森陽子           | 金森陽子               | 名倉智史、千葉崇洋 下妻日紗子、渡邊愛 鈴木絵万、折井一雅                        |
| 第14話 |          | 並不孤單          | 喜安浩平 | 笹木信作           |                        | 藤田正幸、植田羊一 横田和彦、小野田貴之 宇都木勇、牛島勇二                      |
| 第15話 |          | 命運之場地        | 喜安浩平 | 笹木信作           | 江副仁美               | 稲吉朝子、鈴木明日香 石川真理子                                                 |
| 第16話 |          | 夢想與現實        | 喜安浩平 | 仲澤慎太郎         |                        | 折井一雅、下妻日紗子 木村敦子、稲吉朝子 高橋英樹、千葉崇洋                      |
| 第17話 |          | 尋找答案          | 喜安浩平 | 中谷亞沙美         | 中谷亞沙美             | 千葉崇洋、鈴木繪萬 森田千譽                                                     |
| 第18話 |          | 天亮之後          | 喜安浩平 | 那由多十三         | 荻原露光               | 名倉智史 石川真理子、渡邊愛                                                     |
| 第19話 |          | 釋放之時          | 喜安浩平 | 笹木信作           |                        | 稲吉朝子、折井一雅 下妻日紗子、鈴木繪萬 石川真理子、千葉崇洋 渡邊愛             |
| 第20話 |          | 縱使粉身碎骨      | 喜安浩平 | 野村和也           | 江副仁美               | 木村朝子、鈴木明日香 千葉崇洋、稲吉朝子                                         |
| 第21話 |          | 再見 這美麗的世界 | 喜安浩平 | 笹木信作           | 奥田佳子、中谷亜沙美   | 高橋英樹、名倉智史 森田千誉、千葉崇洋                                           |
| 第22話 |          | 擁抱寂寞          | 喜安浩平 | 佐藤雅子           | 佐藤雅子               | 石川真理子、稲吉朝子 下妻日紗子、鈴木繪萬 渡邊愛、木村敦子                      |
| 第23話 |          | 在風中            | 喜安浩平 | 野村和也           | 野村和也               | 千葉崇洋、名倉智史 折井一雅、高橋英樹 鈴木明日香、森田千誉 稲吉朝子、下妻日紗子 |

### 播放电视台
| 播放日期          | 播放時間（UTC+9） | 播放电视台 | 2018年10月3日－2019年3月27日 |
| ----------------- | ----------------- | ---------- | ---------------------------- |
| 星期三 1:29－1:59 | 日本电视台        |            | 2018年10月7日－              |
| 星期日 2:25－2:55 | 静冈第一电视台    |            | 2018年10月9日－              |
| 星期二 2:59－3:29 | 读卖电视台        |            | 2018年10月10日－             |
| 星期三 0:00－0:30 | BS日本            |            |                              |

### BD&DVD
| 卷數 | 發行日期      | 收錄話數   | 規格編號   | 規格編號   |
| 卷數 | 發行日期      | 收錄話數   | BD限定版   | DVD限定版  |
| ---- | ------------- | ---------- | ---------- | ---------- |
| 1    | 2019年1月16日 | 第1～3話   | TBR-28401D | TDV-28410D |
| 2    | 2019年2月13日 | 第4～6話   | TBR-28402D | TDV-28410D |
| 3    | 2019年3月13日 | 第7～9話   | TBR-28403D | TDV-28412D |
| 4    | 2019年4月17日 | 第10～12話 | TBR-28404D | TDV-28413D |
| 5    | 2019年5月22日 | 第13～15話 | TBR-28405D | TDV-28414D |
| 6    | 2019年6月19日 | 第16～17話 | TBR-28406D | TDV-28415D |
| 7    | 2019年7月17日 | 第18～19話 | TBR-28407D | TDV-28416D |
| 8    | 2019年8月21日 | 第20～21話 | TBR-28408D | TDV-28417D |
| 9    | 2019年9月18日 | 第22～23話 | TBR-28409D | TDV-28418D |

## 外部連結
- 舞臺劇官方網站
- 電影官方網站 （页面存档备份，存于）
- 電視动画《强风吹拂》官方网站 （页面存档备份，存于）
- 風が強く吹いている - allcinema
- 風が強く吹いている - KINENOTE
- 互联网电影数据库（IMDb）上《風が強く吹いている》的资料（英文）
- アニメ「風が強く吹いている」的X（前Twitter）